# Astor Piazzolla
Astor Piazzolla (født 11. marts 1921 i Mar del Plata - død 4. juli 1992 i Buenos Aires, Argentina) var en argentinsk komponist og orkesterleder. 
Som leder af egne ensembler gjorde han tangoen til en koncertmusik, som vandt udbredt anerkendelse såvel i Argentina som internationalt. Har komponeret over 400 tangoer, balletter, en symfoni og kammermusik samt en strygekvartet. Desuden skrev han tangooperaen "Maria de Buenos Aires". Han spillede selv på bandoneón.